# Plac Ludwika Hirszfelda we Wrocławiu

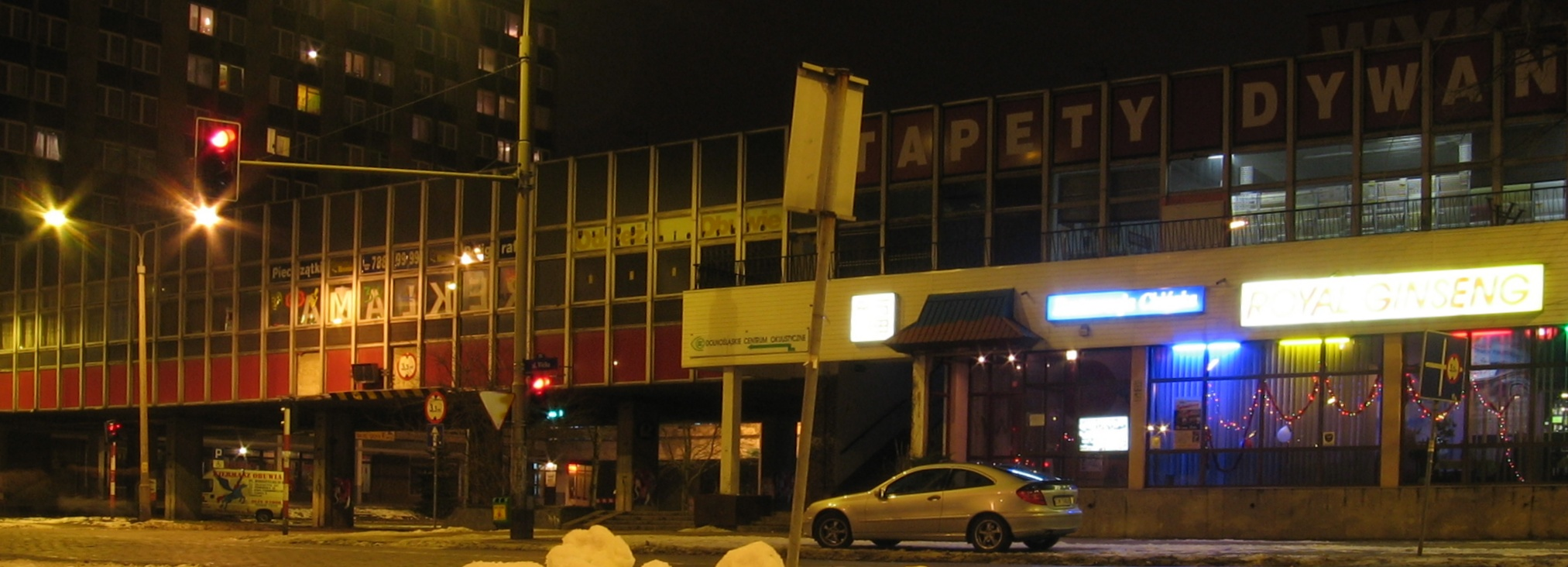
Budynek handlowo-usługowy przed wyburzeniem części położonych nad ulicą Zaporoską

Plac Ludwika Hirszfelda (Höfchenplatz , Franz-Seldte-Platz, plac Prostokątny) – plac położony na osiedlu Południe w obrębie dzielnicy Krzyki we Wrocławiu. Przy placu znajduje się między innymi Dolnośląskie Centrum Onkologii, w tym częściowo w ocalałych od zniszczeń wojennych budynkach dawnego Szpitala Krajowego Zakładu Ubezpieczeń. Funkcjonuje tu także charakterystyczny budynek handlowo-usługowy, którego część do roku 2006 położona była nad przecinającą plac ulicą Zaporoską ; obecnie ta część budynku została rozebrana  .

## Historia

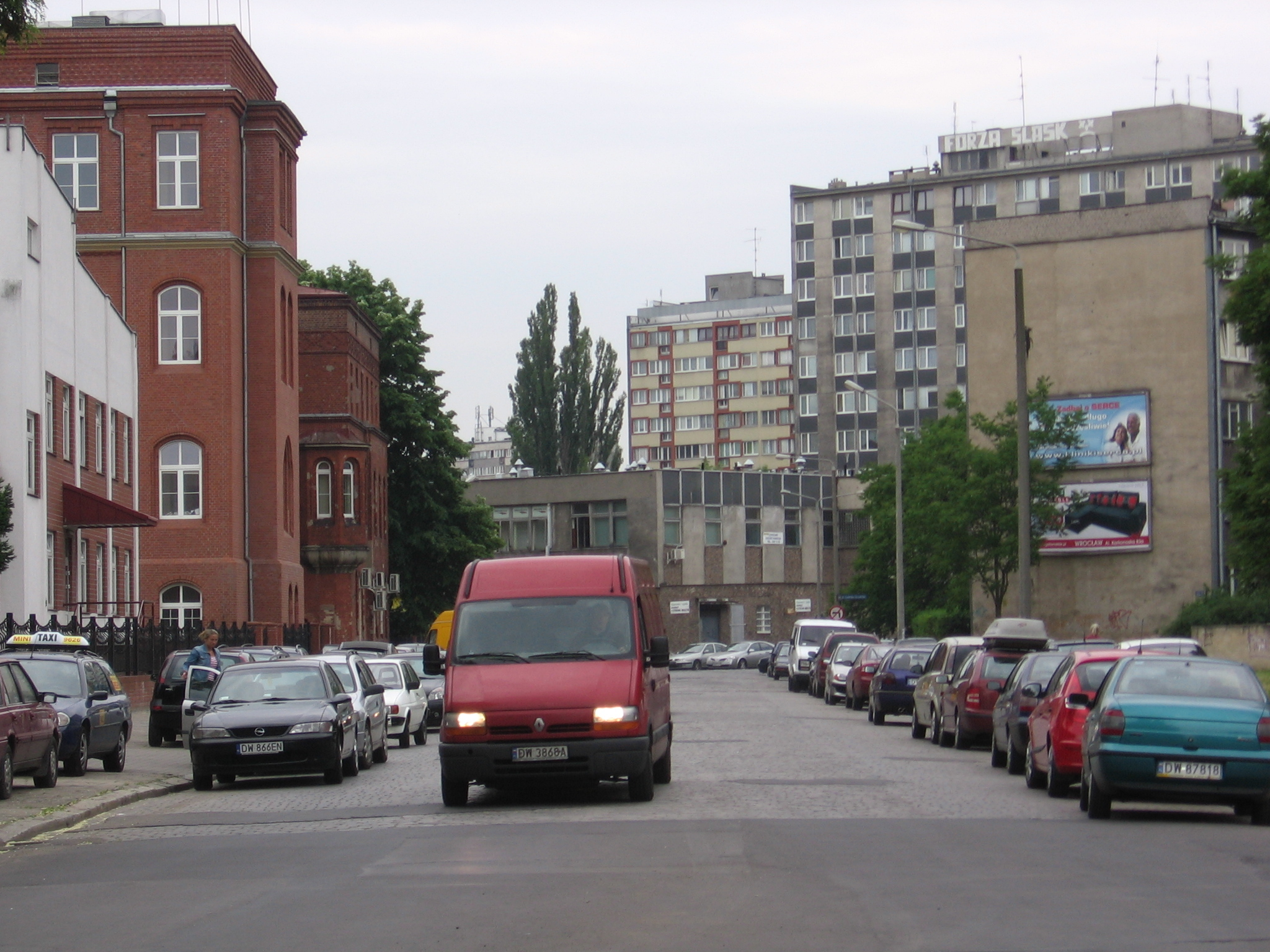
Ul. Zielińskiego, w tle bud. mieszkalny i handlowo-usługowy na pl. Hirszfelda, po lewej szpital

Plac został wytyczony w 1882 roku, na podstawie planu regulacyjnego opracowanego przez Alexandra Kaumanna i A. Hofmanna. Początkowo był to teren zielony przecięty dwujezdniową arterią stanowiącą oś całego założenia i z ulicami wybiegającymi z naroży placu . W latach 90. XIX wieku i na początku XX wieku wokół placu wybudowano kamienice czynszowe, z wyjątkiem pierzei wschodniej, gdzie powstał kompleks budynków obejmujących między innymi neomanierystyczny budynek Krajowego Zakładu Ubezpieczeniowego (Landesversichernugsanstalt Schlesien) i Szpital Krajowego Zakładu Ubezpieczeniowego (Krankenhaus Der Landesversichernugsanstalt), z lat 1891–1893 projektu Karla Grossera. Podczas oblężenia Wrocławia w 1945 roku większość zabudowy wokół placu uległa zniszczeniu. Zachowały się budynki szpitala i zakładu ubezpieczeń. Ulicą Tadeusza Zielińskiego (Höfchenstrasse), przez Plac Ludwika Hirszfelada (Höfchenplatz) i dalej ulicą Zaporoską (Hohenzollernstrasse) przebiegała linia tramwajowa , obecnie nie istnieje (pozostały resztki szyn w jezdni).
Po wojnie wokół placu powstała zabudowa mieszkaniowa i kompleks szkolny (obecnie liceum). Obejmowała ona między innymi zabudowę wokół placu w ramach osiedla „Celina” z lat 1964–1974. W zachowanym kompleksie przedwojennych budynków utworzono szpital – obecnie Dolnośląskie Centrum Onkologii. Sam plac został zabudowany natomiast kompleksem, na który składa się budynek mieszkalny i budynek handlowo-usługowy. Realizacja inwestycji nastąpiła w latach 1972–1974. Budynek handlowo-usługowy w rzucie poziomym miał kształt zbliżony do prostokąta, którego dwa boki położone były nad przecinającą plac ulicą, a dwa pozostałe boki zbudowane zostały w miejscu terenów zielonych, po obu stronach tej arterii. Fragmenty budynku zlokalizowane nad ulicą zostały rozebrane w 2006 roku .

## Ulice

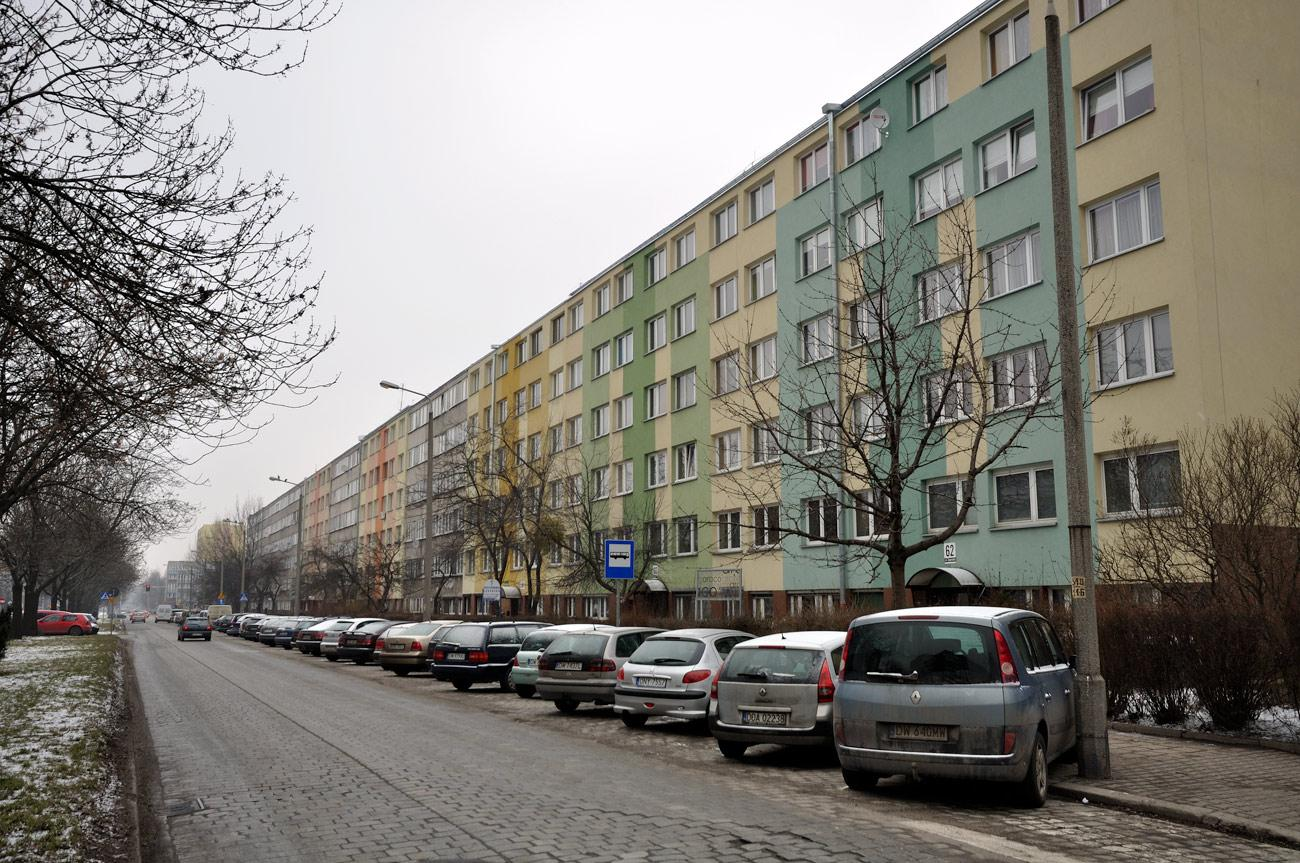
Ul. Zaporoska (widok z Pl. Powstańców Śląskich w kierunku placu Hirszfelda)

Plac położony jest przy przecięciu ulic: Kruczej i Zaporoskiej , przy czym ta druga z wymienionych ulic przecina osiowo plac dwoma jezdniami rozdzielonymi pasem zieleni. Z trzech narożników placu odchodzą ponadto ulice : Żelazna, Tadeusza Zielińskiego i Wielka.
Ulice wokół placu:
- Krucza (Charlottenstrasse[3] [14][21][22]), początek ulicy w kierunku zachodnim[d][3] [7][14][15],
- Tadeusza Zielińskiego (Höfchenstrasse[e][3] [4][18][23][24][25]), koniec ulicy w kierunku północno-wschodnim[3] [19],
- Wielka (Goethestrasse[26][27], Hugostrasse[28], Pintostrasse[29]), początek ulicy w kierunku wschodnim[7][20][30],
- Zaporoska[f] (Hohenzollernstrasse[3] [13][23][31], ulica Sudecka[13][23]), przecina plac osiowo od północy ku południu[1][3] [7][13][16],
- Żelazna (Opitzstrasse[3] [24][32]), początek ulicy w kierunku północno-zachodnim[3] [7][17].

Do placu przypisana jest droga gminna o długości 293 m, nr drogi 105485  .

## Układ urbanistyczny i otoczenie

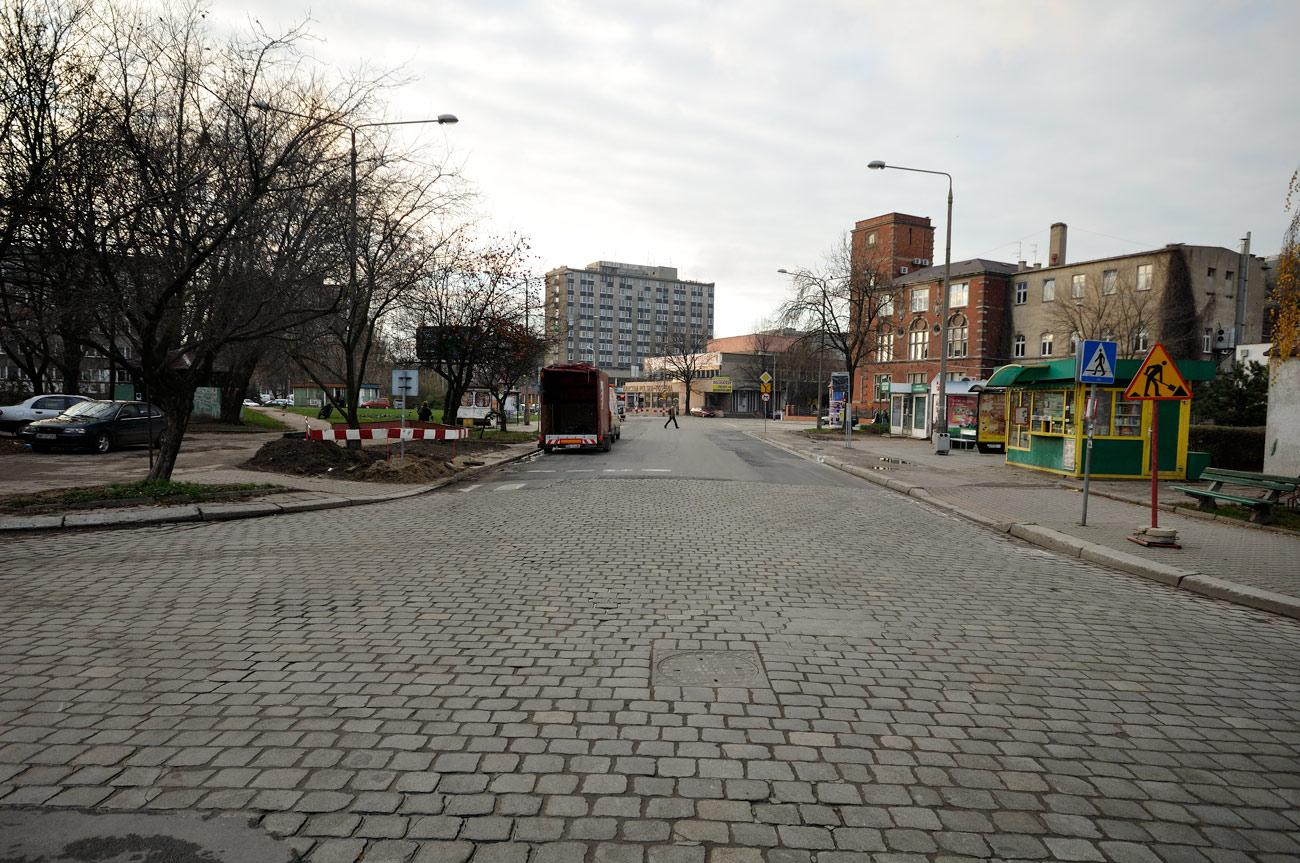
Ulica Wielka (widok w kierunku Placu, przed przebudową)

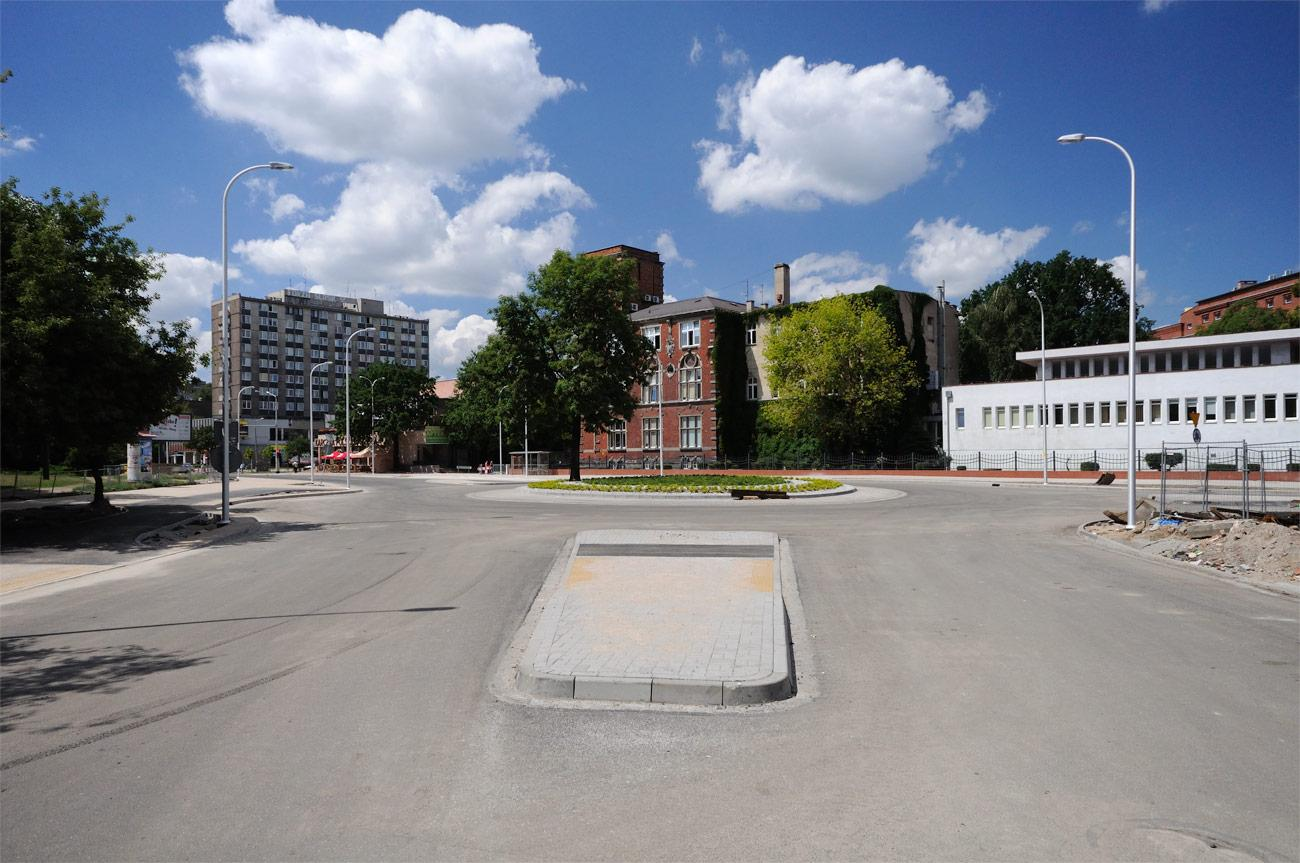
Ulica Wielka (widok w kierunku Placu, w trakcie przebudowyu-rvh)

Plac ma kształt prostokątny, o przybliżonych wymiarach 140 na 120 m. Przecięty jest osiowo ulicą – dwujezdniową arterią z pasem rozdzielającym w postaci zieleni – oraz przylega jednym bokiem do ulicy od strony południowej. Z trzech narożników placu wybiegają ulice  . Po jego wytyczeniu otoczony został zabudową miejską, na którą składały się kamienice czynszowe i budynki szpitala oraz zakładu ubezpieczeń. W wyniku działań wojennych okoliczna zabudowa uległa zniszczeniu, a zachowane pozostały jedynie budynki szpitala i zakładu po stronie wschodniej. Po wojnie wokół placu powstała zabudowa mieszkaniowa i budynek szkoły, natomiast sam plac również został zabudowany kompleksem, na który składał się budynek mieszkalny i handlowo-usługowy, którego dwa skrzydła położone były nad jezdnią ulicy przecinającej plac. Ta część budynku została rozebrana. Kompleks ten zatarł całkowicie i zmienił pierwotny charakter placu, stanowiący w pierwotnych założeniach skwer, miejska przestrzeń zielona. Wyburzenie części budynków otwarło jedynie panoramę ulicy przecinającej plac stanowiącej pierwotnie szeroką aleję obsadzoną zielenią .

## Nazwy
Plac, w swojej historii, nosił następujące nazwy:
- Höfchenplatz[e][1][2][3] [4],
- Franz-Seldte-Platz[2][5][6] (od 8 VIII 1933 r.[5]),
- Plac Prostokątny[2] (do 16 IV 1954 r.[2]),
- Plac Ludwika Hirszfelda[1][2][5].

## Patroni i odniesienia nazwy

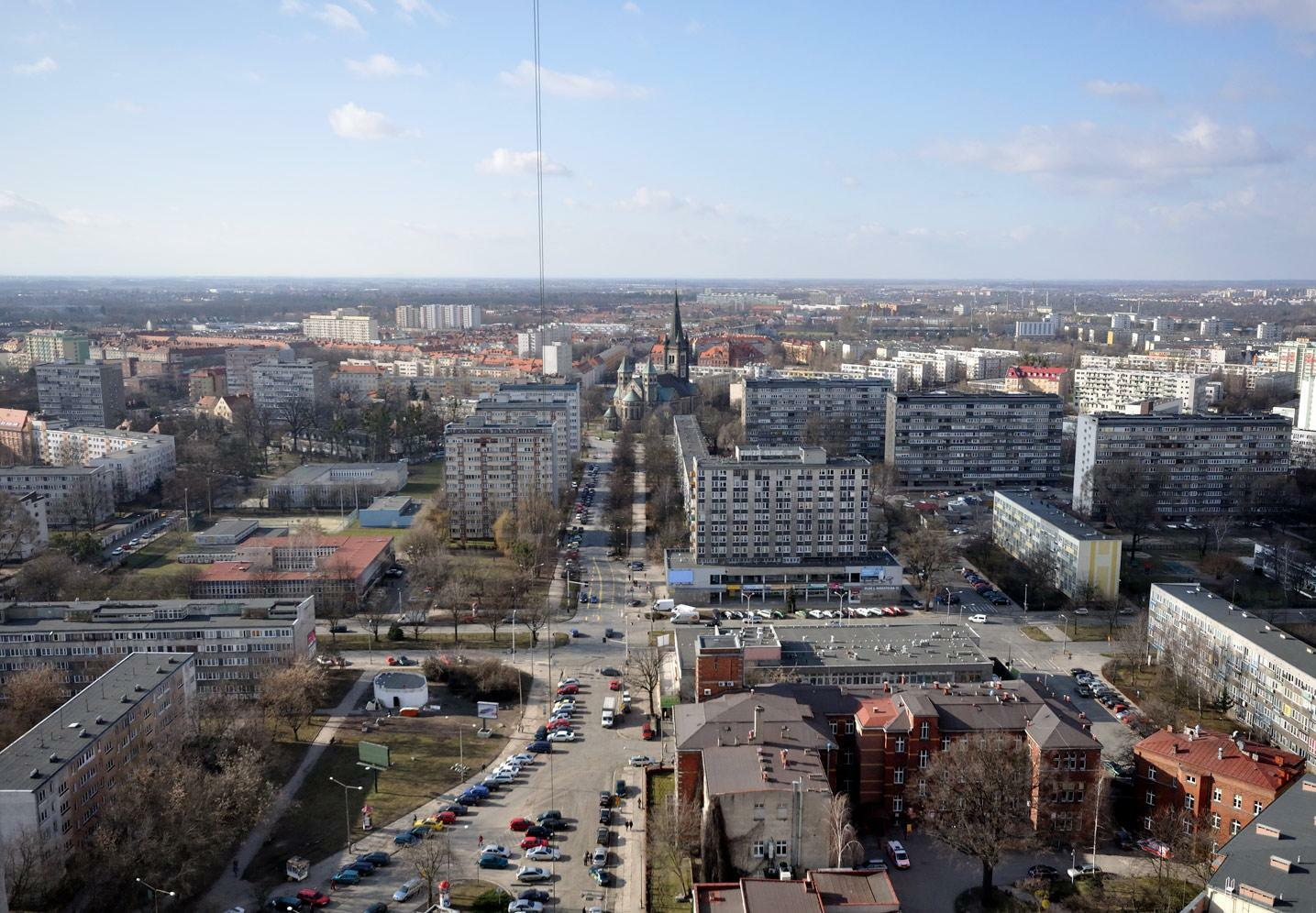
Ulica Krucza (przed przebudową) i Plac Hirszfelda

Obecnie patronem placu jest Ludwik Hirszfeld.
Ludwik Hirszfeldurodzony 1884 r. w Warszawie, zmarł 1954 r. we Wrocławiu, lekarz, mikrobiolog, immunolog; powszechnie uznaje się Ludwika Hirszfelda jako osobę bardzo zasłużoną dla Wrocławia
Franz Seldteurodzony 29 lipca 1882 w Magdeburgu, zmarł 1 kwietnia 1947 w więzieniu we Fürth, minister pracy w rządzie Hitlera, szef Stahlhelmu.
Wcześniejsze nazwy placu odnosiły się do:
Höfchenniemieckiej nazwy dzielnicy Dworek – Commende Höfchen, Höfchen , która objęta została po włączeniu do miasta obszarem Przedmieścia Południowego (Südvorstadt), obecne osiedle Południe.
Prostokątnykształtu placu, którego rzut poziomy odpowiada prostokątowi.

## Obiekty

### Szpital

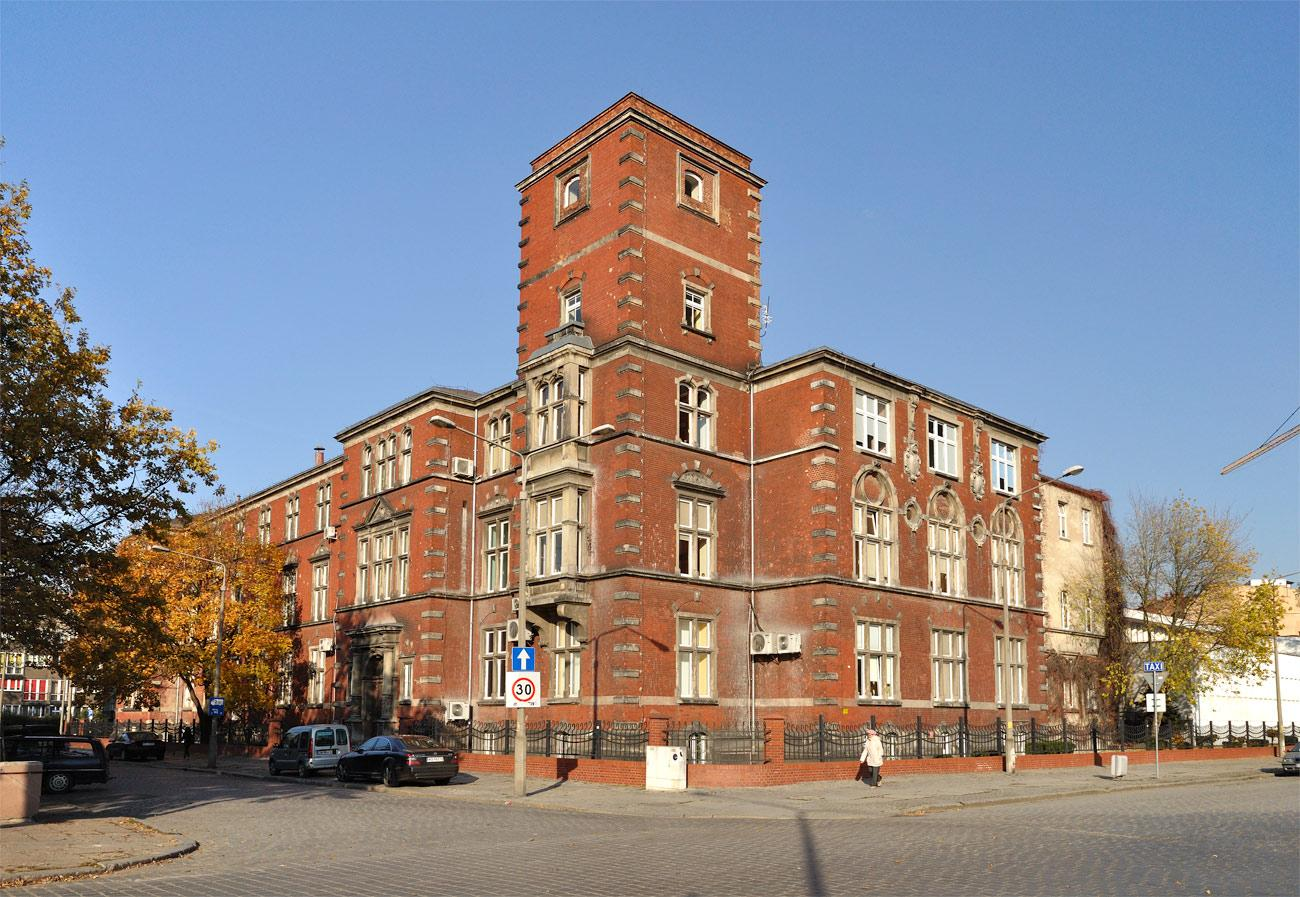
Zespół budynków szpitala (przed przebudową ulicy Kruczej)

Dolnośląskie Centrum Onkologii, powołane zostało w 1956 r. (jako Wojewódzki Ośrodek Onkologiczny), a jego siedzibę ustalono w budynkach dawnego Szpitala Krajowego Zakładu Ubezpieczeniowego (Krankenhaus Der Landesversichernugsanstalt). Budynki wchodzące w skład całego założenia szpitalnego zbudowane zostały pod koniec XIX wieku (lata 1891–1893). Ich projektantami byli: Eduard Blümner oraz Karl Grosser. Kompleks ten obejmował budynki szpitalne i pomocnicze. Usytuowano go na narożnej działce ówczesnych ulic: Höfchenstrasse 112 (obecnie ul. Tadeusza Zielińskiego) oraz Charlottenstrasse 15 (obecnie ul. Krucza). Po przeciwległej stronie jezdni ulicy Höfchenstrasse wytyczono Höfchenplatz (obecnie Plac Ludwika Hirszfelda). Położony był przy gmachu Krajowego Zakładu Ubezpieczeniowego (Landesversichernugsanstalt Schlesien), który zlokalizowany był przy Höfchenplatz 8 (obecnie Plac Ludwika Hirszfelda 12). Budynki szpitala zaprojektowano w stylistyce neogotyckiej. Ocenia się, iż cały kompleks został na ówczesne czasy rozplanowany bardzo funkcjonalnie i nowocześnie. W 1929 r. wykonano nadbudowę budynków szpitalnych do wysokości III piętra.
Tutaj także umiejscowiono Katedrę Onkologii i Klinikę Ginekologii Onkologicznej Akademii Medycznej we Wrocławiu (obecnie Uniwersytet Medyczny we Wrocławiu).
Obiekty tego kompleksu wymienione na liście zabytków Wojewódzkiego Urzędu Ochrony Zabytków we Wrocławiu, położone przy placu Hirszfelda:
- Zespół Szpitala Onkologicznego[45],
- budynek administracyjny Zakładu Ubezpieczeń Społecznych[46]
- budynek gospodarczy[47]
- dwa budynki administracyjne[48].

### Kompleks mieszkalny i handlowo-usługowy

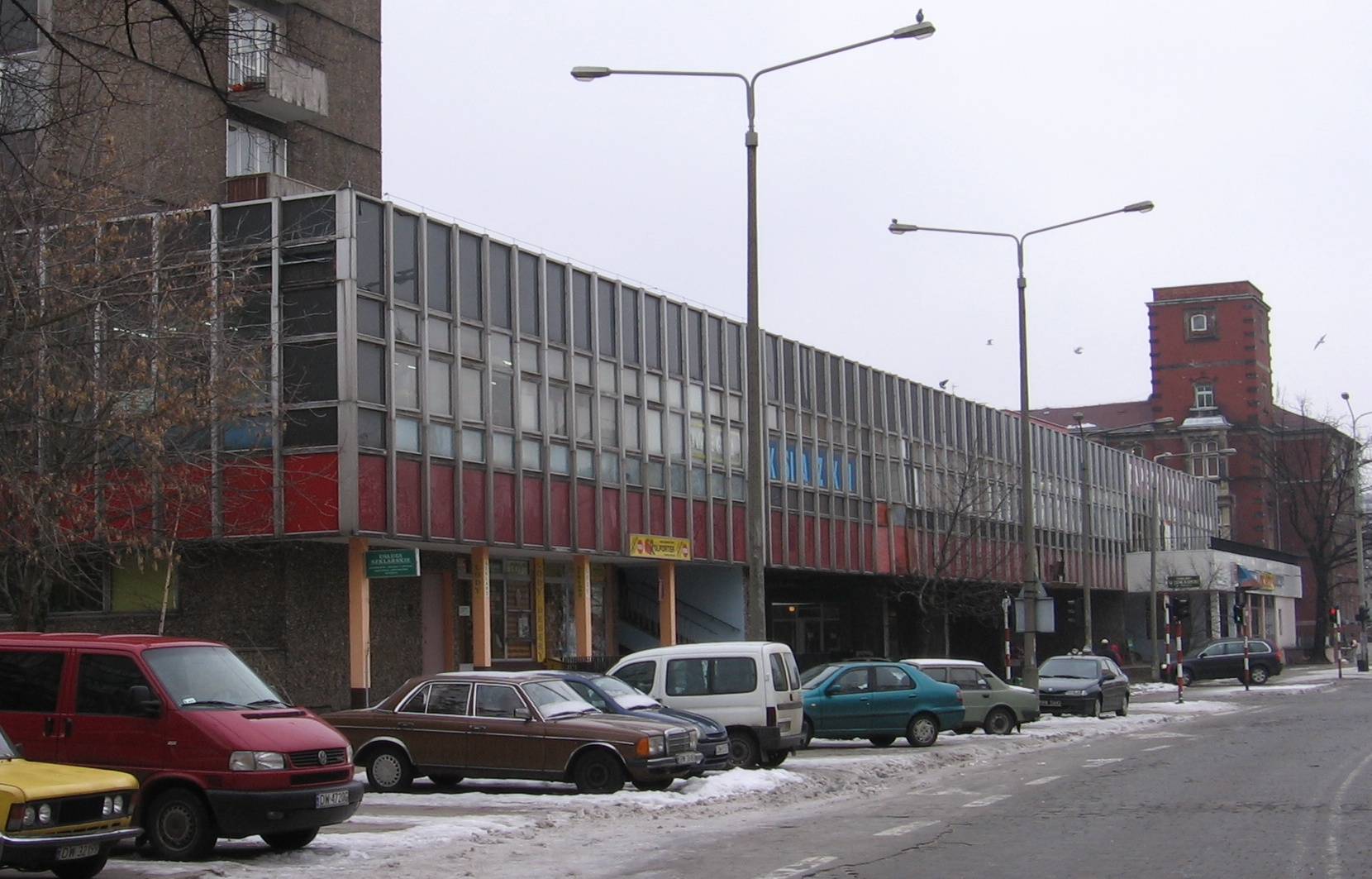
Pawilon handlowo-usługowy przed wyburzeniem części położonych nad ulicą Zaporoską

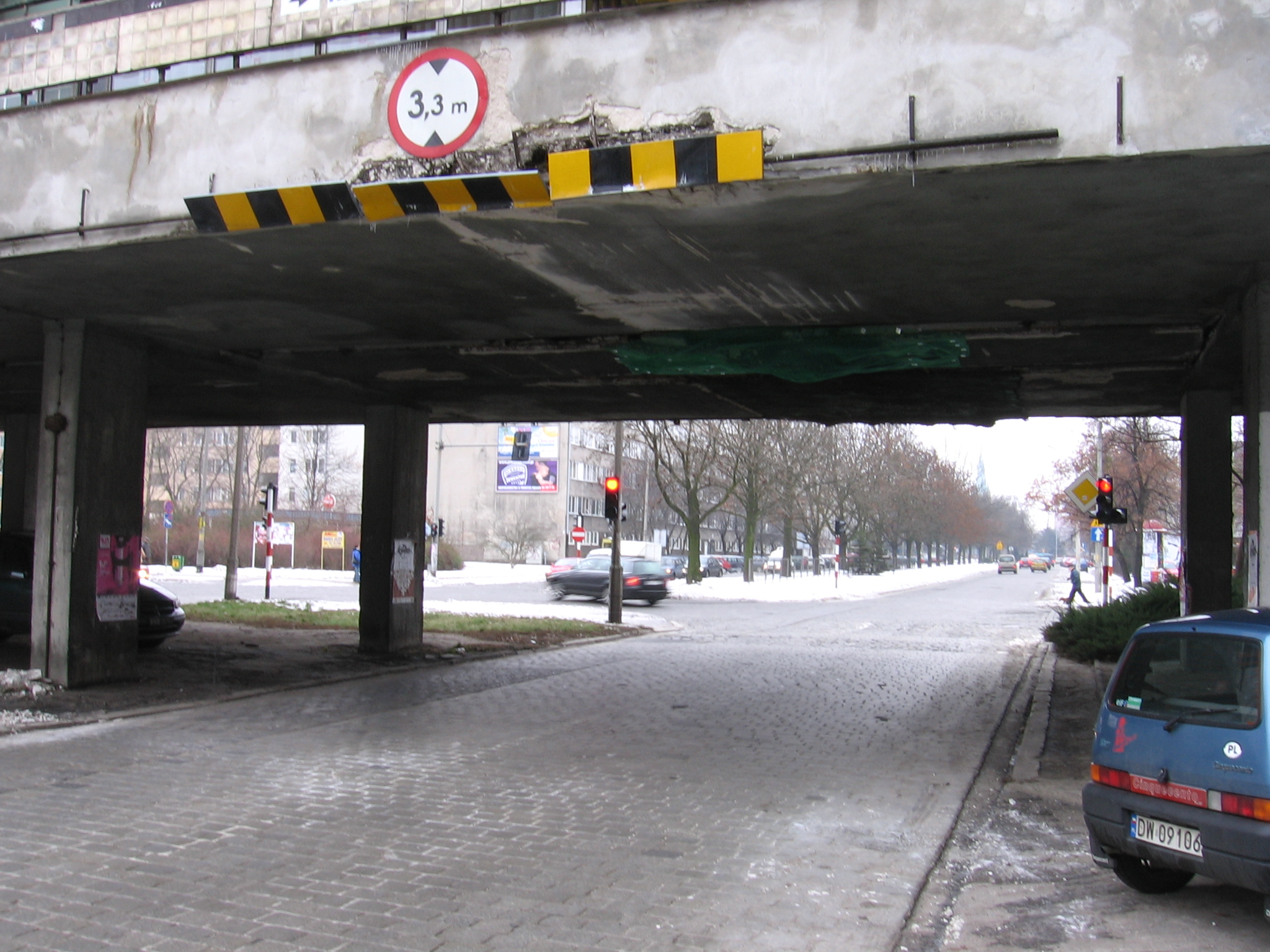
Uszkodzony przez zbyt wysokie pojazdy przejazd pod pawilonem

W latach 70. prostokątny plac Hirszfelda, stanowiący urbanistyczne uzupełnienie sąsiednich okrągłych („dużego ronda” Powstańców Śląskich i „małego ronda” noszącego dziś nazwę Żołnierzy Wyklętych), i tak samo jak tamte obsadzony zielenią, zabudowany został kompleksem obejmującym budynek mieszkalny i handlowo-usługowy według projektu architekta Leszka Tumanowicza. Obiekt ten posiadał awangardową formę nawiązującą do idei brutalizmu. Wzniesiony z elementów prefabrykowanych składał się z dwukondygnacyjnego pawilonu o szklano-aluminiowej elewacji słupowo-ryglowej oraz położonego po stronie zachodniej wieżowca mieszkalnego z betonową elewacją. Pawilon handlowo-usługowy miał czworokątny rzut z otwartą na dziedziniec galerią w kondygnacji pierwszego piętra, przerzuconą nad jezdniami ulicy Zaporoskiej. Niektóre ze sklepów i zakładów usługowych znajdowały się w ten sposób bezpośrednio nad jezdniami. W budynku funkcjonowały między innymi księgarnia, restauracja, poczta, kawiarnia i inne punkty handlowo-usługowe. Choć projekt obejmował także wystrój i wyposażenie poszczególnych lokali, to ze względów oszczędnościowych i ówcześnie obowiązujących przepisów zastosowano standardowe na tamten czas rozwiązania.
Budynek został zaprojektowany i zrealizowany w sposób wadliwy i częściowo sprzeczny z przepisami. Niska jakość betonowych prefabrykatów elewacji wieżowca służących jako łamacze światła spowodowała ich demonaż już na początku XXI w. – pogarszający się ich stan groził katastrofą budowlaną. Ponadto w czasie prac projektowych zignorowano dokuczliwy problem hałasu ulicznego, potęgowanego dodatkowo przez układ atrium i nierówną nawierzchnię jezdni. Przede wszystkim zaś naruszono nawet ówcześnie obowiązującą skrajnię drogową. Spodziewano się wówczas, że Zaporoska stanie się mało uczęszczaną lokalną ulicą, tymczasem przewidywania te okazały się całkowicie nietrafione – ruch na tej trasie zamiast maleć zwiększał się, i to szybciej niż oczekiwano, a w szczególności pojawiły się też duże ciężarówki. Przejazd okazywał się zbyt niski nawet dla nie największych z nich – prześwit pod budynkiem wynosił tylko 3,3 metra.
Należy jednak zaznaczyć, że zbyt niska skrajnia budynku wynikała z decyzji ówczesnych władz, które podjęły ustalenia wbrew autorowi projektu i jego argumentom przedstawianym podczas próby ich przekonania do zmiany błędnej decyzji. Zamysł przeniesienia ruchu na inne ulice ostatecznie nie został wprowadzony – wyznaczono jedynie objazd ciasnymi uliczkami wokół budynku. W rezultacie dochodziło tu do częstych kolizji (nawet kilkanaście razy rocznie) samochodów ciężarowych ze stropem przejazdu pod budynkiem. Choć żaden z tych wypadków nie zakończył się tragicznie, to przez ponad trzy dekady istnienia tego obiektu suma szkód poniesionych zarówno przez właścicieli pojazdów, jak też przez administratora budynku, była bardzo wysoka.
Do ostatniej z takich kolizji doszło z udziałem ciężarówki z Ukrainy 23 sierpnia 2006 r. Wkrótce potem podjęto od dawna spodziewaną decyzję o likwidacji obiektu. Prace rozbiórkowe przeprowadzono od listopada 2006 do stycznia 2007 kosztem około 500 tys. PLN . Ostatecznie jednak pozostawiono części, które znajdują się obok jezdni. Choć nie zagrażają one już bezpieczeństwu ruchu, to jednak łamią pierwotne założenia urbanistyczne z XIX w.

### Dolnośląskie Centrum Okulistyczne
Przy placu znajduje się również NZOZ Dolnośląskie Centrum Okulistyczne. Jest to specjalistyczna placówka medyczna ukierunkowana na okulistykę. Założona została w 1992 roku z inicjatywy lekarzy okulistów pracowników naukowych wywodzących się z Katedry i Kliniki Okulistyki Akademii Medycznej we Wrocławiu. Ośrodek uczestniczy w programie Przyjazna Przychodnia.

### Budynek szkolny

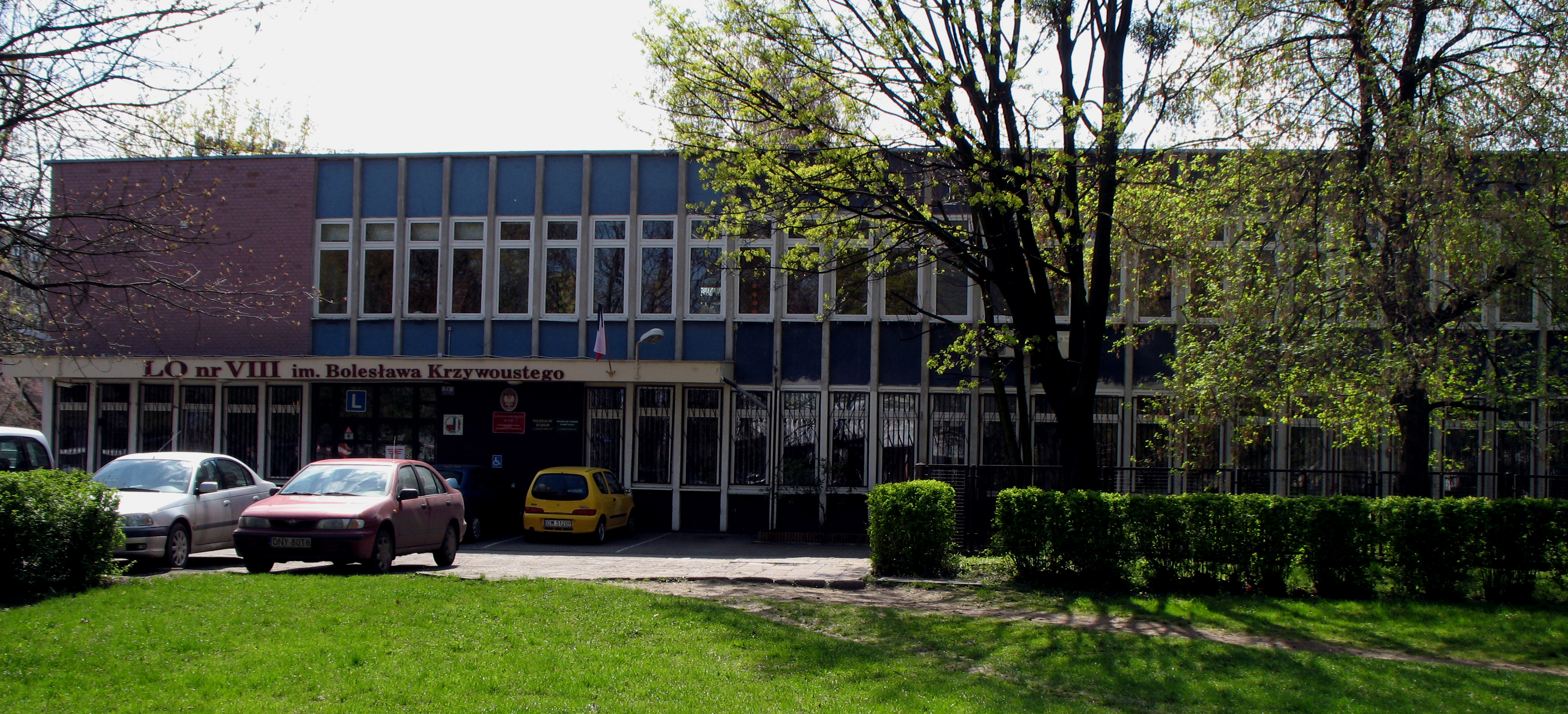
Budynek szkoły.

Po przeciwnej (względem placu) stronie ulicy Kruczej wybudowano kompleks budynków szkolnych, oddzielonych od tej ulicy skwerem (obecnie zabudowanym budynkiem mieszkalnym ). W budynku prowadzono szkołę podstawową nr 110, a w 1986 roku przeniesiono tu Liceum Ogólnokształcące nr VIII imienia Bolesława Krzywoustego, tworząc Zespół Szkół Ogólnokształcących, rozwiązany w 1989 roku.